# Cselopeci (Vranestica)
Cselopeci (macedónul: Челопеци) település Észak-Macedóniában, a Délnyugati körzet Kicsevói járásában, 2013-ig a Vranesticai járás része volt, ami teljes egészében beolvadt a Kicsevói járásba.

## Népesség
| Lakosok száma | 576  | 620  | 421  | 394  | 414  | 388  | 318  | 287  |
|               | 1948 | 1953 | 1961 | 1971 | 1981 | 1994 | 2002 | 2021 |

2002-ben 318 lakosa volt, akik közül 276 török, 31 macedón, 10 albán és 1 egyéb.